# 逢坂元吉郎
逢坂 元吉郎（おうさか もときちろう、1880年6月25日 - 1945年6月10日）は、日本の牧師、神学者である。既存の教会に限界を感じ、民衆教会を提唱した。

## 経歴
1880年（明治13年）、石川県江沼郡大聖寺町字番場町（現加賀市）に、父 平塚鎌吉、母 きしのの五男として生まれた。後に、逢坂家の養子となる。石川県尋常中学校および第四高等学校に在学中に西田幾多郎の感化を受けて、1903年（明治36年）に東京帝国大学法科大学政治学科へ入学した。上京後の1904年（明治37年）、植村正久から洗礼を受けた。一時的に、植村が創立した東京神学社にも籍を置いた。
東京帝国大学を中退し、1908年（明治41年）に渡米。ニューヨークのオーバン大学へ入学して神学を学ぶ。1911年（明治44年）、イギリスに渡りニューカレッジで学ぶ。1912年に帰国する。
1913年（大正2年）、日本基督教会の教師となり高輪教会の牧師に就任する。しかし、1917年（大正6年）に高輪教会より分離脱退し、大崎教会を創立する。
1919年（大正8年）11月には会堂を献堂する。民衆教会を提唱し、1922年（大正11年）に民衆教会研究会の「メシア会」を主宰する。
1917年（大正6年）に創刊した『信仰の友』をメシア会の機関紙とした。
四高の後輩である正力松太郎の依頼により、1925年（大正14年）より、『読売新聞』の宗教欄にも寄稿する。1929年（昭和4年）に宗教団体法案の成立阻止や、神社問題に対して論陣を張った。
1934年（昭和9年）、神宮奉斎会を批判したために暴漢に襲われ重傷を負い、1年半入院する。回復すると初代教父の研究や宗教改革者の聖餐論を研究する。茨城県鹿島町に修祷庵を設立し、修道的な生活に励んだ。1945年（昭和20年）、太平洋戦争終戦直前に死去する。

## 著書
- 『聖餐論』1939年
- 『逢坂元吉郎著作集』（(全3巻)1971年-1972年